# Informacijski sistem za notranji trg
Informacijski sistem za notranji trg (IMI) je omrežje, ki na podlagi informacijske tehnologije povezuje javne organe v Evropskem gospodarskem prostoru. Evropska komisija ga je razvila skupaj z državami članicami Evropske unije za olajšanje čezmejnega upravnega sodelovanja. IMI omogoča državnim, regionalnim in lokalnim javnim organom, da poiščejo ustrezne organe v drugih državah in z njimi izmenjajo informacije. Vnaprej prevedena vprašanja in odgovori ter strojno prevajanje jim omogočajo sporazumevanje v lastnem jeziku.

## Ozadje
Zakonodaja Evropske unije na notranjem trgu zahteva, da pristojni organi v državah članicah z informacijami pomagajo partnerskim organom v drugih državah. Ponekod zakonodaja določa, da morajo države članice obveščati Evropsko komisijo (na primer uradno obveščanje o nacionalnih ukrepih za izvajanje zakonodaje Evropske unije). Sistem IMI je bil razvit za olajšanje te sprotne izmenjave informacij.
Sistem IMI je bil vzpostavljen februarja 2008. Od julija 2010 se njegov razvoj in vzdrževanje financira iz programa Interoperabilne rešitve za evropsko javno upravo (ISA). Ta program je naslednik programa IDABC, iz katerega se je IMI financiral v začetku, ki pa se je zaključil 31. decembra 2009.
IMI je eno od orodij za upravljanje enotnega trga. Druga orodja so Tvoja Evropa, Tvoja Evropa - nasveti, Solvit in Enotne kontaktne točke.
IMI uporablja pristop "vgrajene zasebnosti" – to je vključevanje mehanizmov za zagotavljanje  zasebnosti in varstva podatkov na vseh stopnjah načrtovanja IMI v posvetovanju z Evropskim nadzornikom za varstvo podatkov (EDPS).

## Glavni udeleženci
IMI  deluje na decentraliziran način. Zato so za uveljavitev IMI v praksi odgovorne posamezne države članice. V omrežju IMI imajo vlogo različni udeleženci.

### Pristojni organi
Pristojni organi so končni uporabniki IMI. To so javni organi, ki so odgovorni za izvajanje na posameznih področjih zakonodaje na notranjem trgu. Delujejo na državni, regionalni ali lokalni ravni.

### Koordinatorji IMI
Vsaka država članica ima enega nacionalnega koordinatorja IMI (NIMIC), večinoma na katerem od ministrstev. Njegova naloga je zagotavljati nemoteno delovanje IMI v tej državi. Koordinatorji IMI lahko prenesejo del pristojnosti na druge koordinatorje, odgovorne, na primer, za posamezno področje zakonodaje ali geografsko regijo, glede na upravno organiziranost države članice.

### Evropska komisija
Evropska komisija je odgovorna za vzdrževanje in razvoj sistema, zagotavljanje pomoči in usposabljanje. Upravlja in podpira tudi omrežje koordinatorjev IMI, spodbuja nadaljnjo širitev IMI in poroča o delovanju sistema.

## Delovni postopki v IMI
Za različne vrste upravnega sodelovanja med državami članicami Evropskega gospodarskega prostora daje IMI  uporabnikom na razpolago številne delovne postopke. 

### Zahtevki za infromacije
Če pristojni organ potrebuje informacije od ustreznega organa v drugi državi, mu lahko pošlje zahtevek za informacijo. Mehanizem izmenjave uporablja vnaprej prevedene sklope vprašanj in odgovorov, ki so na voljo v vseh jezikih EU. Zahtevku se lahko tudi priložijo dokumenti.  Dostop do vsebine imajo le pristojni organi, ki so neposredno vključeni v izmenjavo informacij. Na primer, učitelj iz Nemčije želi delati na Portugalskem, portugalski organ pa mora preveriti pristnost skenirane diplome, zato lahko prek IMI pošlje  zahtevek ustreznemu organu v Nemčiji. Ta sprejme zahtevek in pošlje odgovor. Zaradi vnaprej prevedenih vprašanj in odgovorov se lahko organa sporazumevata v lastnem jeziku.

### Uradno obveščanje
Uradno obveščanje je izmenjava informacij med organi, pri katerem lahko vsak organ opozori ali obvesti enega ali več partnerskih pristojnih organov oziroma Evropsko komisijo. Direktiva o storitvah na notranjem trgu na primer zahteva, da države članice opozorijo druga drugo na možne nevarnosti za zdravje in varnost ljudi ali na nevarnosti za okolje, ki jih povzoča izvajanje storitev.

### Podatkovna skladišča
Podatkovna skladišča so zbirke podatkov, v katerih se hranijo informacije s posameznih področij evropskih politik. Primer takšnega skladišča je seznam registrov, ki ga vzdržujejo pristojni organi Evropskega gospodarskega prostora. Po tem seznamu je mogoče iskati z večjezičnim iskalnikom. Do vsebine skladišča lahko dostopa omejena skupina pristojnih organov ali pa vsi uporabniki IMI.

## Pravna podlaga
IMI se uporablja v vseh državah članicah Evropskega gospodarskega prostora za upravno sodelovanje, ki ga določajo Direktiva 2005/36/ES, o priznavanju poklicnih kvalifikacij, Direktiva 2006/123/ES o storitvah na notranjem trgu, Uredba (EU) št. 1214/2011 o profesionalnem čezmejnem prevozu eurogotovine po cesti med državami članicami euroobmočja  in Priporočilo Komisije o načelih za uporabo mreže SOLVIT za reševanje problemov notranjega trga. Kot pilotni projekt  poteka uporaba IMI za Direktivo 96/71/ES  o napotitvi delavcev na delo v okviru opravljanja storitev. Sistem se še širi na druga zakonodajna področja, na primer Direktivo 2011/24/EU o uveljavljanju pravic pacientov pri čezmejnem zdravstvenem varstvu.
Cilj IMI je "biti prilagodljivo orodje za upravno sodelovanje, ki prispeva k boljšemu upravljanju notranjega trga".
Uredba (EU) 1024/2012) o upravnem sodelovanju prek informacijskega sistema za notranji trg (uredba IMI) , ki je začela veljati decembra 2012, je predpis EU, ki vzpostavlja celovit pravni okvir za delovanje IMI. . Določa pravila za obdelavo osebnih podatkov v informacijskem sistemu IMI in način razširitve uporabe IMI na druga zakonodajna področja.